# ВИП Кинотека
Пројекат „А1 (Vip) Кинотека“ покренут је од стране Југословенске кинотеке и компаније А1 (ВИП) мобајл крајем 2017. године са циљем да се очувају и заштите неки од најпознатијих наслова седме уметности (100 филмова) који су проглашени за национално културно добро Републике Србије од великог значаја крајем 2016 године.
Први у низу приказан је култни филм домаће кинематографије, који је од Југословенске кинотеке проглашен за најбољи српски филм – остварење „Ко то тамо пева“. Гала премијера рестаурираног и дигитализованог филма одржана је 14. децембра 2017. године.
У оквиру овог пројекта, очувани су и заштићени, између осталог, и неки од култних филмова Живојина Павловића, Горана Марковића, Живка Николића, Срђана Карановића, Слободана Шијана, Душана Макавејева, Душана Ковачевића, Љубомира Радичевића, Пурише Ђорђевића, Јована Аћина, Предрага Голубовића, Соје Јовановић, Мирослава Антића, Миомира Стаменковића, Лазара Ристовског, Здравка Велимировића, Динка Туцаковића,Владимира Тадеја, Здравка Рандића, Жике Митровића, Јована Ранчића, Драгослава Лазића итд.

## Рестаурирани филмови
| Бр. | Филм                                                         | Режија                            | Сценарио                                                        | Продуцент |
| --- | ------------------------------------------------------------ | --------------------------------- | --------------------------------------------------------------- | --- |
| 1.  | Ко то тамо пева (1980)                                       | Слободан Шијан                    | Душан Ковачевић                                                 | Центар филм |
| 2.  | Кад будем мртав и бео (1967)                                 | Живојин Павловић                  | Гордан Михић                                                    | Центар филм |
| 3.  | Специјално васпитање (1977)                                  | Горан Марковић                    | Горан Марковић и Мирослав Симић                                 | Центар филм |
| 4.  | Маратонци трче почасни круг (1982)                           | Слободан Шијан                    | Душан Ковачевић                                                 | Центар филм |
| 5.  | Лепота порока (1986)                                         | Живко Николић                     | Живко Николић                                                   | Центар филм |
| 6.  | Варљиво лето 68 (1984)                                       | Горан Паскаљевић                  | Гордан Михић                                                    | Центар филм |
| 7.  | Национална класа (1979)                                      | Горан Марковић                    | Горан Марковић                                                  | Центар филм |
| 8.  | Петријин венац (1980)                                        | Срђан Карановић                   | Драгослав Михаиловић, Рајко Грлић и Срђан Карановић             | Центар филм |
| 9.  | Мирис пољског цвећа (1977)                                   | Срђан Карановић                   | Рајко Грлић и Срђан Карановић                                   | Центар филм |
| 10. | Три карте за Холивуд (1993)                                  | Божидар Николић                   | Жељко Мијановић                                                 | Центар филм, РТС и Codex Point doo |
| 11. | Љубав и мода (1960)                                          | Љубомир Радичевић                 | Ненад Јовичић и Љубомир Радичевић                               | Авала филм |
| 12. | Балкански шпијун (1984)                                      | Божидар Николић и Душан Ковачевић | Душан Ковачевић                                                 | Унион филм |
| 13. | Нешто између (1983)                                          | Срђан Карановић                   | Милосав Мариновић, Ендру Хортон и Срђан Карановић               | Центар филм |
| 14. | Љубавни случај или трагедија службенице ПТТ (1967)           | Душан Макавејев                   | Бранко Вучићевић и Душан Макавејев                              | Авала филм |
| 15. | Давитељ против давитеља (1984)                               | Слободан Шијан                    | Небојша Пајкић и Слободан Шијан                                 | Центар филм |
| 16. | Посебан третман (1980)                                       | Горан Паскаљевић                  | Душан Ковачевић                                                 | Центар филм и Ден Тана |
| 17. | Мајстори, мајстори (1980)                                    | Горан Марковић                    | Мирослав Симић                                                  | Арт филм 80 |
| 18. | Павле Павловић (1975)                                        | Пуриша Ђорђевић                   | Пуриша Ђорђевић                                                 | Центар филм |
| 19. | Бал на води (1985)                                           | Јован Аћин                        | Јован Аћин                                                      | ЦФС Авала филм, Инекс филм - Београд, Smart Egg Pictures и Esplendor                                                                     |
| 20. | Лето је криво за све (1961)                                  | Пуриша Ђорђевић                   | Пуриша Ђорђевић                                                 | УФУС - (Авала филм) |
| 21. | Сезона мира у Паризу (1981)                                  | Предраг Голубовић                 | Предраг Голубовић                                               | Албран филм Париз и Центар филм Београд                                                                                                  |
| 22. | Буђење пацова (1967)                                         | Живојин Павловић                  | Гордан Михић и Љубиша Козомара                                  | Центар филм |
| 23. | Поп Ћира и поп Спира (1957)                                  | Соја Јовановић                    | Родољуб Андрић и Соја Јовановић                                 | Авала филм |
| 24. | Чувар плаже у зимском периоду (1976)                         | Горан Паскаљевић                  | Гордан Михић                                                    | Центар филм |
| 25. | Свети песак (1968)                                           | Мирослав Антић                    | Мирослав Антић                                                  | Неопланта филм и Авала филм |
| 26. | Нека друга жена (1981)                                       | Миомир Стаменковић                | Драган Марковић и Душан Перковић                                | Центар филм |
| 27. | Тајванска канаста (1985)                                     | Горан Марковић                    | Горан Марковић                                                  | Центар филм |
| 28. | Пас који је волео возове (1977)                              | Горан Паскаљевић                  | Гордан Михић                                                    | Центар филм |
| 29. | Бело одело (1999)                                            | Лазар Ристовски                   | Лазар Ристовски                                                 | Зилион филм |
| 30. | За сада без доброг наслова (1988)                            | Срђан Карановић                   | Срђан Карановић                                                 | Центар филм и Београд филм |
| 31. | Пусти снови (1968)                                           | Соја Јовановић                    | Боривоје Разић                                                  | Центар филм |
| 32. | Заседа (1969)                                                | Живојин Павловић                  | Живојин Павловић                                                | Центар филм |
| 33. | Дервиш и смрт (филм из 1974) (1974)                          | Здравко Велимировић               | Борислав Михајловић Михиз, Здравко Велимировић и Меша Селимовић | Центар филм, Авала филм Београд, Босна филм Сарајево, Филмски студио Титоград, Зета филм Будва, Косова филм Приштина и ФРЗ Дервиш и смрт |
| 34. | Сутон (филм) (1982)                                          | Горан Паскаљевић                  | Горан Паскаљевић, Филип Давид , Дан Тана и Роуланд Барбер       | Центар филм и Dan Tana productions |
| 35. | Сабирни центар (1989)                                        | Горан Марковић                    | Горан Марковић и Душан Ковачевић                                | Арт филм 80, Центар филм, ЦФС Авала филм Београд, Телевизија Београд и Телевизија Нови Сад                                               |
| 36. | Шест дана јуна (1985)                                        | Динко Туцаковић                   | Небојша Пајкић                                                  | Арт филм 80 Београд |
| 37. | Вирџина (филм) (1991)                                        | Срђан Карановић                   | Срђан Карановић                                                 | Центар филм, Радио Телевизија Београд, Маестро филм Загреб, Constellacion Productions Париз, UGC Images                                  |
| 38. | Жута (филм) (1973)                                           | Владимир Тадеј                    | Гордан Михић                                                    | Центар филм |
| 39. | Трагови црне девојке (1972)                                  | Здравко Рандић                    | Живојин Павловић и Драгољуб Ивков                               | Центар филм |
| 40. | Убиство на подмукао и свиреп начин и из ниских побуда (1969) | Жика Митровић                     | Милан Милићевић Ланго и Жика Митровић                           | Центар филм |
| 41. | Последња трка (1979)                                         | Јован Ранчић                      | Јован Ранчић и Верослав Ранчић                                  | Центар филм |
| 42. | Кошава (филм) (1974)                                         | Драгослав Лазић                   | Милан Милићевић Ланго                                           | Центар филм |
| 43. | Нож (филм из 1967) (1967)                                    | Жика Митровић                     | Жика Митровић                                                   | Центар филм |

## 100 српских играних филмова
Југословенска кинотека је, у складу са својим овлашћењима на основу Закона о културним добрима, 28. децембра 2016. године прогласила сто српских филмова за културно добро од великог значаја: